# Onze-Lieve-Vrouwkoor Mechelen
Het Onze-Lieve-Vrouwkoor Mechelen is het parochiekoor van de Onze-Lieve-Vrouw-over-de-Dijlekerk in Mechelen.

## Geschiedenis
De koormuziek in de Onze-Lieve-Vrouw-over-de-Dijlekerk is gedocumenteerd sinds 1390, maar het nu bestaande koor is de directe voortzetting van het knapenkoor d’Ons-Liev’-Vrouweknapen, dat op 29 december 1955 werd opgericht door Bob Peeraer, in die tijd een van de onderpastoors van de parochie. De toenmalige organist van de kerk, Fil Denteneer, was medestichter. Er bestond in 1955 al een parochiaal mannenkoor, dat echter werd opgeheven in 1959; diegenen die herbegonnen, vormden de basis van de mannenafdeling van het OLV-koor. Al in 1964, nog tijdens het Tweede Vaticaans Concilie, dat de facto een einde maakte aan het verbod op gemengde koren van Tra le sollecitudini, waren ook meisjes welkom in de Onze-Lieve-Vrouw-over-de-Dijlekerk. De drie groepen vormden uiteindelijk samen het Onze-Lieve-Vrouwkoor, al bleven zij nog lang ook apart optreden. Vanaf 1972 werd de indeling in groepen bepaald door leeftijd. Thans bestaat er een kinderkoor (Kolor), een jongerenkoor (Koraal) en een volwassenenkoor (Vokalis).
Het koor kreeg zijn rechtspersoonlijkheid als vzw op 18 juni 1985.
De verschillende afdelingen hebben vele dirigenten en repetitoren gehad, maar het koor als geheel slechts vier: stichter Bob Peeraer (1955–1978), Urbain Van Asch (1978–2005), Kristel Verpoten (2005–2016) en Jeroen Keymeulen (2016–).

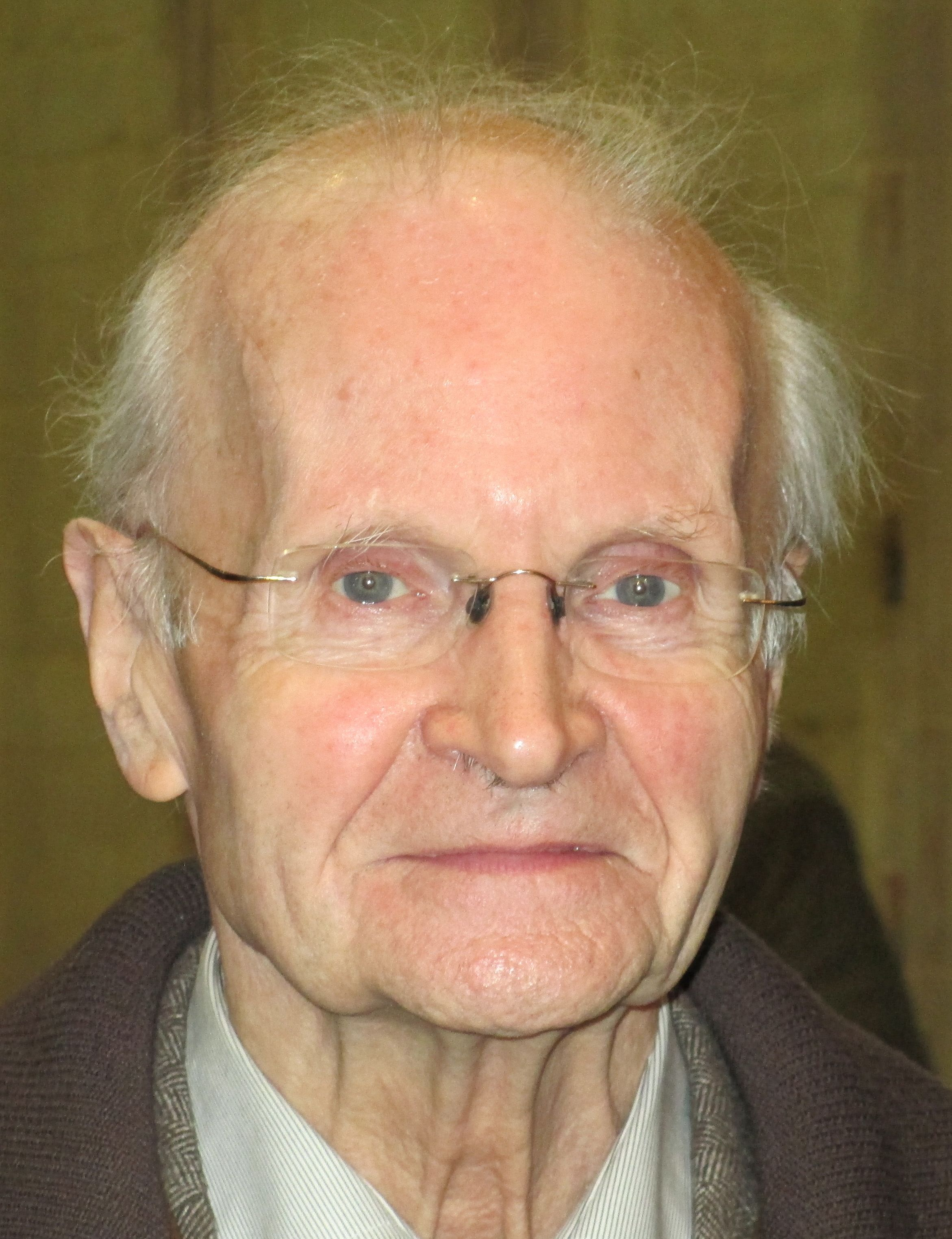
Bob Peeraer
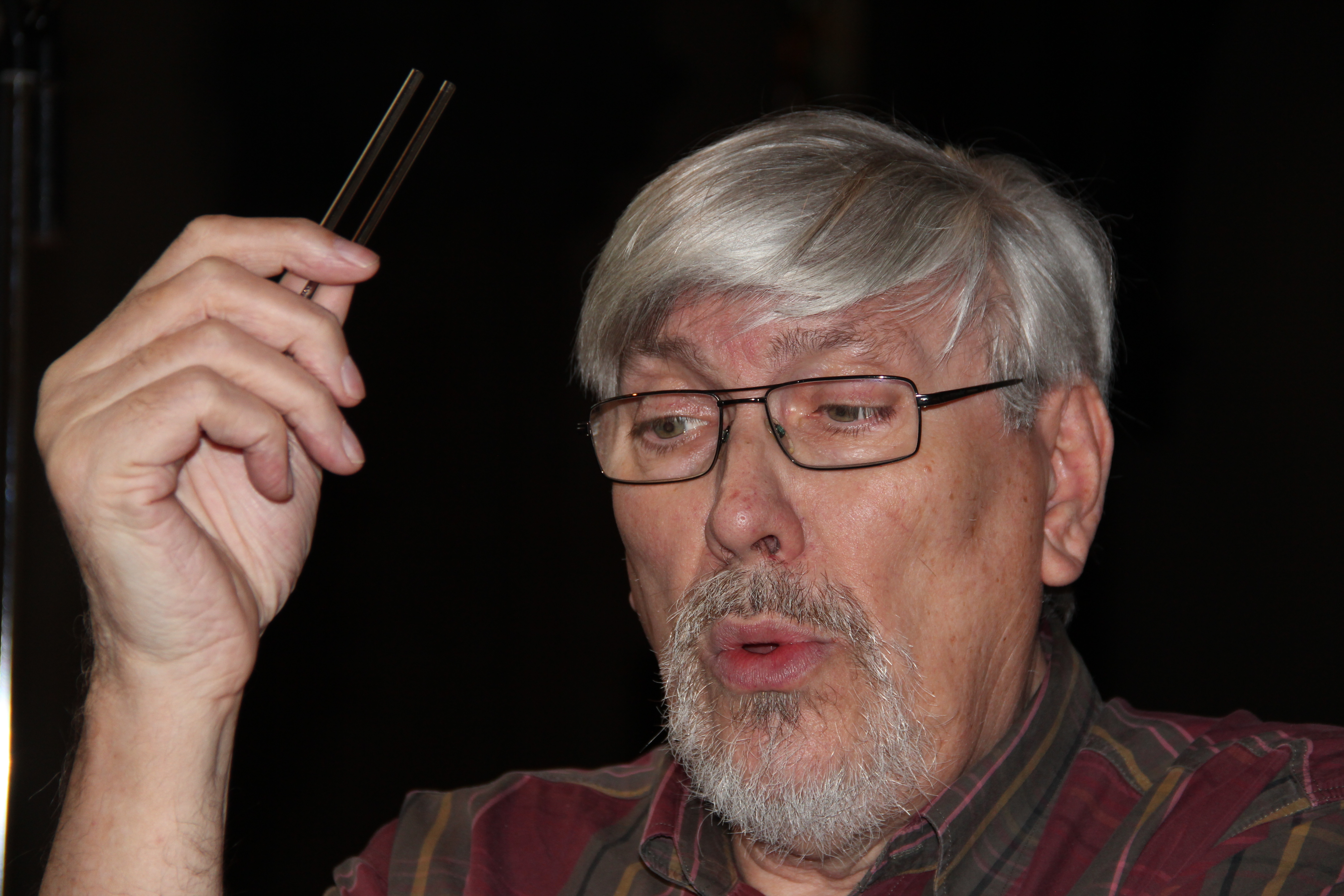
Urbain Van Asch
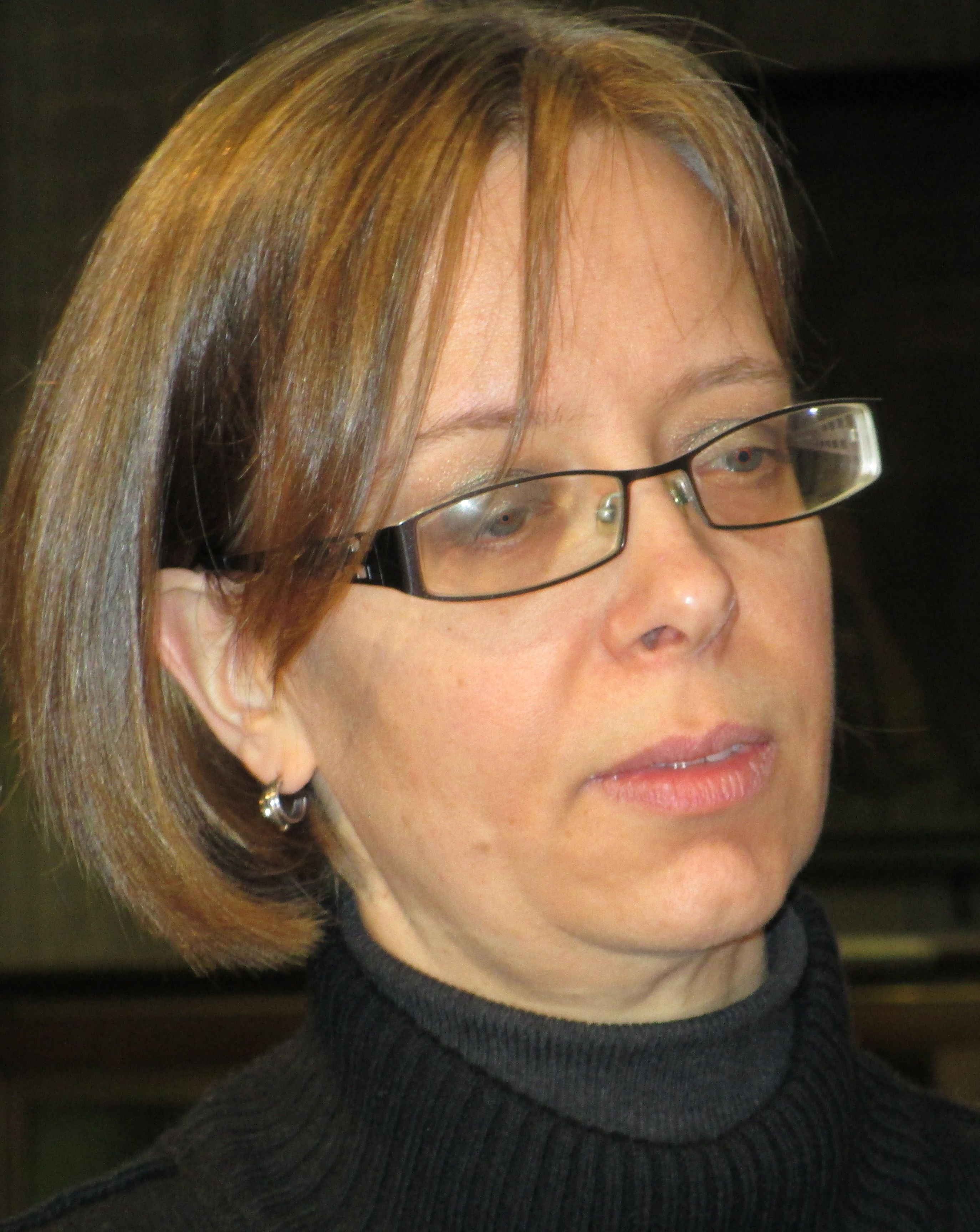
Kristel Verpoten
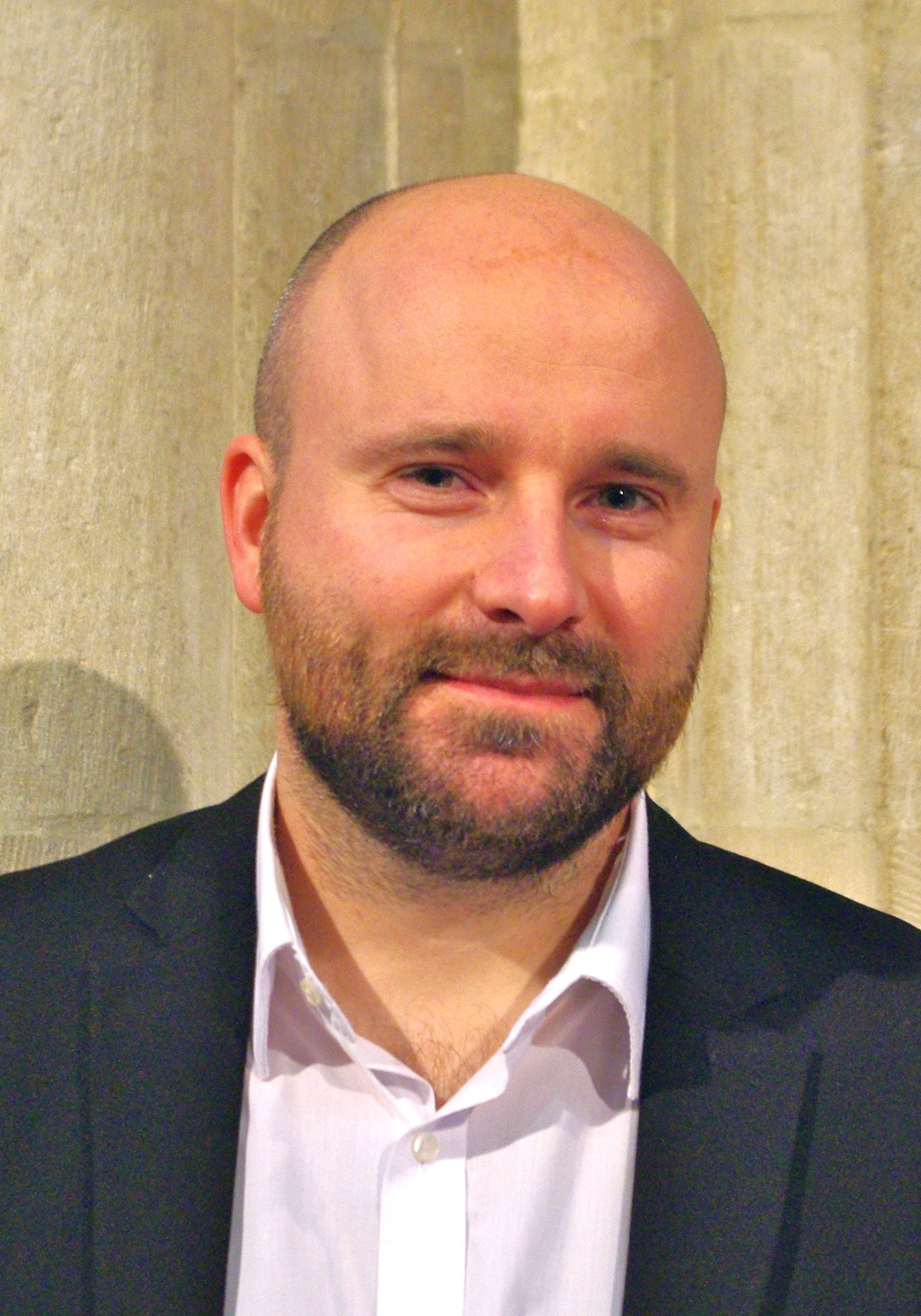
Jeroen Keymeulen

## Religieus repertoire
“Het lag in de bedoeling ... de zondagse hoogmis en de grote vieringen muzikaal te verzorgen.” Aldus stichter Bob Peeraer. Dat was en is nog steeds de kerntaak van het koor, en het repertoire wordt voornamelijk gekozen in functie daarvan. Tijdens het bestaan van het koor is echter de katholieke liturgie zeer sterk geëvolueerd, met name door de vervanging in 1970 van de Tridentijnse ritus door de Novus Ordo Missae, alsmede de niet officieel erkende maar wel getolereerde experimenten daarvoor en allerlei varianten daarna. Dit had natuurlijk zijn weerslag op het repertoire.

### Het grote repertoire
Bij zijn stichting was het gregoriaans de basis van het Onze-Lieve-Vrouwkoor. Toen werd meer dan de helft van de repetitietijd aan gregoriaans besteed. Maar tot op vandaag wordt het gregoriaanse ordinarium (behalve het Credo) in elke mis gezongen; op hoogdagen ook nog stukken uit het proprium.
Ook de polyfonie is vanaf het begin een constante in het repertoire geweest. Praetorius en Palestrina stonden reeds in het eerste jaar op het programma. Ingewikkelder polyfonie kon pas vanaf de zeventiger jaren, toen knapen, meisjes en volwassenen één koor gingen vormen. Vanaf dan werd er constant polyfonie aan het repertoire toegevoegd, werken van alle bekende polyfonisten en ook soms van minder bekende, zoals Jacob van Berchem (O Jesu Christe). Een speciale vermelding verdient Philippus de Monte, van wie de sopranen en alten van het koor, samen met het mannenkoor De Mechelse Liedertafel, motetten zongen tijdens een concert in het Festival van Vlaanderen.
Doorheen zijn bestaan heeft het koor eveneens werk gezongen van hedendaagse en met name Vlaamse componisten, o.a. Flor Peeters, Staf en Vic Nees, Gaston Feremans, Joseph Ryelandt, Kurt Bikkembergs en vooral Jules Van Nuffel (zie hieronder).
Barok, klassiek en romantiek waren vanaf het begin in nuce aanwezig, maar ze zijn pas in de loop der jaren volwaardig deel van het repertoire geworden. Ook relatief complexe stukken, zoals Schütz’ Die Worte der Einsetzung des heiligen Abendmahls, en Bruckners Christus factus est, worden nu uitgevoerd.
Uit dit rijke liturgische repertoire wordt natuurlijk ook geput voor de concerten die het koor regelmatig geeft. Zo zong het in 1998 in de eigen kerk en in de kathedraal van York (zie “Erkenning en prijzen”) een programma met motetten van Felix Mendelssohn Bartholdy, Johannes Brahms en Franz Schubert. Maar in concerten zingt het ook grotere religieuze werken, al dan niet primair bedoeld voor de orkestzaal. Een selectie:
- Johannes Brahms Ein deutsches Requiem
- Joseph Haydn Theresienmesse en Die sieben letzten Worte unseres Erlösers am Kreuze
- Felix Mendelssohn Bartholdy Symfonie Nr. 2 Lobgesang
- Gabriel Fauré Requiem
- Gaston Feremans Het Bronzen Hart
- John Rutter Requiem en Gloria, dit laatste in een bewerking voor en samen met het "Clarinet Choir" van Walter Boeykens
- Vic Nees Sion: Psalm 87, geschreven "Voor het O.L.V.-koor, Mechelen en dirigent Urbain Van Asch”
- Flor Peeters Te Deum
- Peter Pieters Mater et advocata nostra (een Mariacantate) en Het gekkendorp (een oratorium ter ere van Pater Damiaan); beide creaties in het Festival van Vlaanderen Mechelen, resp. op 1 september 1988 en op 16 september 1995
- Johan Duijck Dixit Dominus, een oratorium in opdracht van de Mechelse Hanswijkprocessie, gecreëerd in november 2012
- Antonio Vivaldi Gloria, RV 588, en Magnificat, RV 610
- Karl Jenkins The Armed Man: A Mass for Peace

### Het OLV-koor en de muziek van Jules Van Nuffel
De koormuziek van Mgr. Jules Van Nuffel bekleedt een geprivilegieerde plaats in het repertoire van het OLV-koor. Niet alleen wordt ze regelmatig geprogrammeerd in de wekelijkse hoogmis in de eigen kerk; ook bij bijzondere gelegenheden, zoals tijdens de mis opgedragen door Paus Johannes Paulus II in de Sint-Romboutskathedraal in Mechelen op 18 mei 1985, zingt het koor Van Nuffel.
Het koor heeft drie huldeconcerten aan Van Nuffel gewijd: in 1978, ter herdenking van zijn overlijden 25 jaar daarvoor; in 1983, in het kader van het Festival van Vlaanderen; en in 2000, als openingsconcert van het Internationaal Korenfestival Mechelen. Van de programma’s van de eerste twee concerten werden langspeelplaten gemaakt, die deels gedigitaliseerd zijn op de cd Laetatus sum.

### Religieuze muziek in de volkstaal
In het begin zong het knapenkoor vooral traditionele Marialiederen (waarvan de meeste nu vrijwel vergeten zijn) en kerstliederen. Maar vanaf het Tweede Vaticaans Concilie werd er op grote schaal geëxperimenteerd met liturgische muziek in de volkstaal. Het OLV-koor speelde daarbij een voortrekkersrol. Zo werd er op 11 november 1964 een open zangstonde gehouden om zangers en koorleiders uit heel Vlaanderen met dit nieuwe repertoire vertrouwd te maken; zo maakte het koor een viertal singles met liederen van de Interdiocesane Commissie voor Liturgische Zielzorg; zo fungeerde het koor een paar keer als aanzingkoor bij de introductie van Zingt Jubilate. Het koor is nog steeds, en wel systematisch, aanzingkoor in de liturgie van de eigen kerk, waarin tijdens elke viering Nederlandstalige liederen gezongen worden door de hele gemeenschap. Voor vele daarvan worden nog steeds meerstemmige zettingen van Fil Denteneer gebruikt.

### Jazz
Op 15 november 2014 trad het koor op, samen met de VRT Bigband onder leiding van Dree Peremans en met Kristen Cornwell als soliste, in een avondvullend programma getiteld Sacred Concert, een compilatie van stukken uit de drie Sacred Concerts van Duke Ellington. En op 23 december 2017 vormde het Magnificat – The Groovy Version of OX van Christoph Schönherr de hoofdmoot van het kerstconcert.

## Profaan repertoire
Ter afwisseling van het toch wel “strenge” religieuze repertoire zongen de knapen van bij het begin volksliederen: Vlaamse, Kongolese (dankzij partituren van – toen nog pater – Guido Haazen) en internationale, weerom vaak in zettingen van Fil Denteneer. Het kinderkoor heeft ook een traditie van het opvoeren van kindermusicals.
Vóór 1972 was er een bescheiden plaats gegund aan het profane polyfone repertoire, maar na de fusie van mannen- en vrouwengroepen werden er regelmatig oude chansons en madrigalen gezongen; ook liederen uit de romantiek, negro-spirituals, enz. Daarnaast heeft het koor in concerten enkele grote profane koorwerken uitgevoerd: Emile Wambachs Heldencantate, August De Boecks Boerenkrijgcantate en Carl Orffs Carmina Burana.

## Instrumentale muziek voor koor
Vokalis en Koraal waren twee van de zeven amateurkoren die samen het groot koor vormden tijdens de première van Wim Henderickx' Visioni ed Estasi voor drie gemengde koren, groot gemengd koor, solisten en elektronica op 17 mei 2015 in de Sint-Romboutskathedraal in het kader van het Festival van Vlaanderen Mechelen, de opdrachtgever van het werk.

## Cross-overmuziek
Vokalis was een van de deelnemende koren aan de wereldpremière van Dirk Brossé’s Ebony Oratorio, een cross-over van Afrikaanse muziek, jazz en Westerse muziek. Die première werd georganiseerd op 13 mei 2017 in de Sint-Romboutskathedraal door de opdrachtgevers, het Festival van Vlaanderen, afdeling Mechelen, en het Tenso-netwerk Europe.

## Erkenning en prijzen
Een belangrijke erkenning vanwege de rooms-katholieke kerkelijke overheden was hun verzoek – allicht ook van celebrant kardinaal Leo Suenens – de Eurovisie-uitzending van de middernachtmis van 1973 te verzorgen (de eerste in kleur). Daarnaast werd het OLV-koor gevraagd te zingen bij een aantal grote kerkelijke plechtigheden, zoals het 25-jarig bisschopsjubileum (1970) en het afscheid (1979) van kardinaal Suenens, de bisschopswijdingen van Mgr. Luc De Hovre (1982) en Mgr. Jan De Bie (1987), en natuurlijk het reeds vermelde pausbezoek (1985). Erkenning van de Anglicaanse Kerk kwam er in de vorm van uitnodigingen voor het opluisteren van diensten en het geven van concerten in een aantal kathedralen tijdens drie reizen naar Engeland (1981, 1987 en 1998). Tijdens de derde gaf het koor o.a. een concert in de Kathedraal van York.
De Vlaamse Gemeenschap zond het koor als ”ambassadeurs” naar Praag in 1994 en de stad Mechelen zond het, eveneens als ambassadeurs, naar Histeuro, een reeks culturele manifestaties in Luxemburg, in 1995 culturele hoofdstad van Europa.
Het koor behaalde een aantal prijzen en onderscheidingen, waarvan de volgende vermelding verdienen.
- 1982 Nationaal koortreffen van het Algemeen Nederlands Zangverbond: Eerste prijs, met felicitaties van de jury, en het Eremetaal van de provincie Antwerpen
- 1997 Cultuurprijs van de Stad Mechelen
- 2001 ANV-Visser Neerlandia-prijs Cultuur, voor “het buitengewoon hoog artistiek en muzikaal niveau”
- 2002 Provinciaal tornooi van de provincie Antwerpen: klassering in de ereafdeling

## Opnamen
In het vinyl-tijdperk heeft het koor een vijftigtal platen opgenomen, die een goed idee geven van het repertoire van die tijd. Voor sommige platen met profane muziek werd samengewerkt met bekende namen, zoals Bob Boon, Francis Bay, Will Ferdy en Miel Cools. In het cd-tijdperk kwamen, naast de reeds vermelde digitalisering van Van Nuffel, vier cd’s tot stand. Introibo en Lumen Christi reflecteren het latere repertoire van het koor, Damiaancantata is de cd-titel van Peter Pieters’ Het gekkendorp, en Het Bronzen Hart (een uitgave van het Feremansfonds) bevat natuurlijk de gelijknamige cantate van Gaston Feremans.